# Lokis. Rękopis profesora Wittembacha (nowela)
Lokis. Rękopis profesora Wittembacha – fantastyczna nowela grozy autorstwa Prospera Mériméego, opublikowana po raz pierwszy w 1869 roku, na łamach czasopisma "Revue des Deux Mondes".
W 1970 roku nowelę, pod tym samym tytułem, zekranizował Janusz Majewski.

## Okoliczności powstania opowiadania
Zalążek fabularnego pomysłu utworu zawiera list do Lizy Przeździeckiej z 25 czerwca 1867 roku. Mérimée pisze w nimː Opowiada mi Pani o polowaniu z takim zapałem, że już jak myślę spotkała się Pani oko w oko z wilkiem, może nawet widziała niedźwiedzia. Mniejsza o pierwsze z tych niegodziwych zwierząt, lecz stanowczo zakazuję Pani niedźwiedziː zbyt są źle wychowane, aby łowczyniom okazać szacunek. Niedźwiedź stanowił wówczas rekwizyt kolorytu lokalnego ziem polskich i rosyjskich. Mérimée  stykał się z nim stale czytając XVII-wieczne diariusze podczas pracy nad dziełem o Dymitrach. Początek Samozwańców podbarwił zresztą opowieścią jak to Iwan Groźny przypatrywał się z balkonu zapasom z niedźwiedziami.
Utwór został napisany dla rozerwania cesarzowej Eugenii i był przez pisarza odczytany w obecności dam dworu. Ukazał się drukiem 15 września 1869 roku w Revue de Deux Mondes.

## Treść
Akcja toczy się na Litwie w zaborze rosyjskim, w środowisku polsko-litewskiej szlachty. Główny bohater, lingwista i etnograf, królewiecki profesor Wittembach, który pragnie przetłumaczyć na język żmudzki Ewangelię przybywa tam w poszukiwaniu starego piśmiennictwa sakralnego. Celem jego wyprawy jest dwór hrabiego Szemiota, który posiada w swych zbiorach bezcenny zabytek języka żmudzkiego Catechismus Samogiticus Ławickiego. Po drodze, w Wilnie, poznał u księżnej Katarzyny Pacowej młodą Polkę, Julię Iwicką, która podarowała mu żmudzką balladę Trzech Budrysów. Hrabia Szemiot wyjawia mu, że padł ofiarą mistyfikacji, dodał przy tym, że utwór opisuje w rzeczywistości urodę panny Iwickiej. Jest to o tyle istotne, że autor przedstawia hrabiego Szemiota jako naśladowcę Budrysów, który przywozi sobie z Dowgiełł Laszkę za żonę, właśnie pannę Julię. Małżeństwo Żmudzina z Laszką nie kończy się jednak dobrze. W nocy Budrys poszarpał Laszkę, wypił z niej krew i przepadł bez śladu. W toku opowiadania Mérimée robi aluzje do dziwnego zachowania się hrabiegoː w nocy chodzi po drzewach lub wyje w łóżku, ma niesamowite spojrzenie, drżą przed nim psy i konie. Jest wilkołakiem, zrodzonym z matki z rodu Kiejstutów, która po ślubie popadła w obłąkanie. Jego powodem był wypadek na polowaniu. Niedźwiedź, który wypadł na nią zabił jej konia, a ją samą powlókł do lasu, by ją zapewne zjeść w spokoju. Mąż chciał się rzucić na zwierza z myśliwskim nożem, ale uprzedził go pijany strzelec, który wypalił na jakie sto kroków i zabił napastnika.

## MotywTrzech Budrysów
W grudniu 1852 roku Mérimée wydał obszerną monografię Épisode de l’Histoire de Russie. Le Faux Démétrius, poświęconą losom fałszywych Dymitrów Samozwańców. Opisując urodę Maryny Mniszchówny pisarz przytoczył tam wielce pochlebny dla Polek opis ich urody pióra rosyjskiego poety Aleksandra Puszkinaː Non, il n'y a pas de fille de roi qui vaille une jeune Polonaise. Enjouéeǃ... on dirait comme chatte gambadant autour de poêle; rose comme la rose, blanche comme la crème, ses yeux brillent comme deux flambeaux. Zorientowawszy się poniewczasie, że słowa te pochodzą z ballady Adama Mickiewicza, wprowadził ten koncept do swego opowiadania. Profesor Wittembach w rozmowie z hrabią Szemiotem o zbieranych przez siebie zabytkach poezji żmudzkiej zachwyca się nad niezwykłej urody balladą o trzech Budrysach, którą otrzymał od panny Iwickiej. Hrabia przeczytawszy utwór wyjaśnia mu, że padł ofiarą towarzyskiego żartu swawolnej panny, wiersz bowiem napisał polski poeta Adam Mickiewicz, na dowód czego pokazuje mu oryginał i rosyjskie tłumaczenie pióra Puszkina.